# Javier
För andra betydelser, se Javier (olika betydelser).
Javier (Bayan ng Javier) är en kommun i Filippinerna. Kommunen ligger på ön Leyte, och tillhör provinsen Leyte. Folkmängden uppgår till 22 857 invånare.

## Bildgalleri

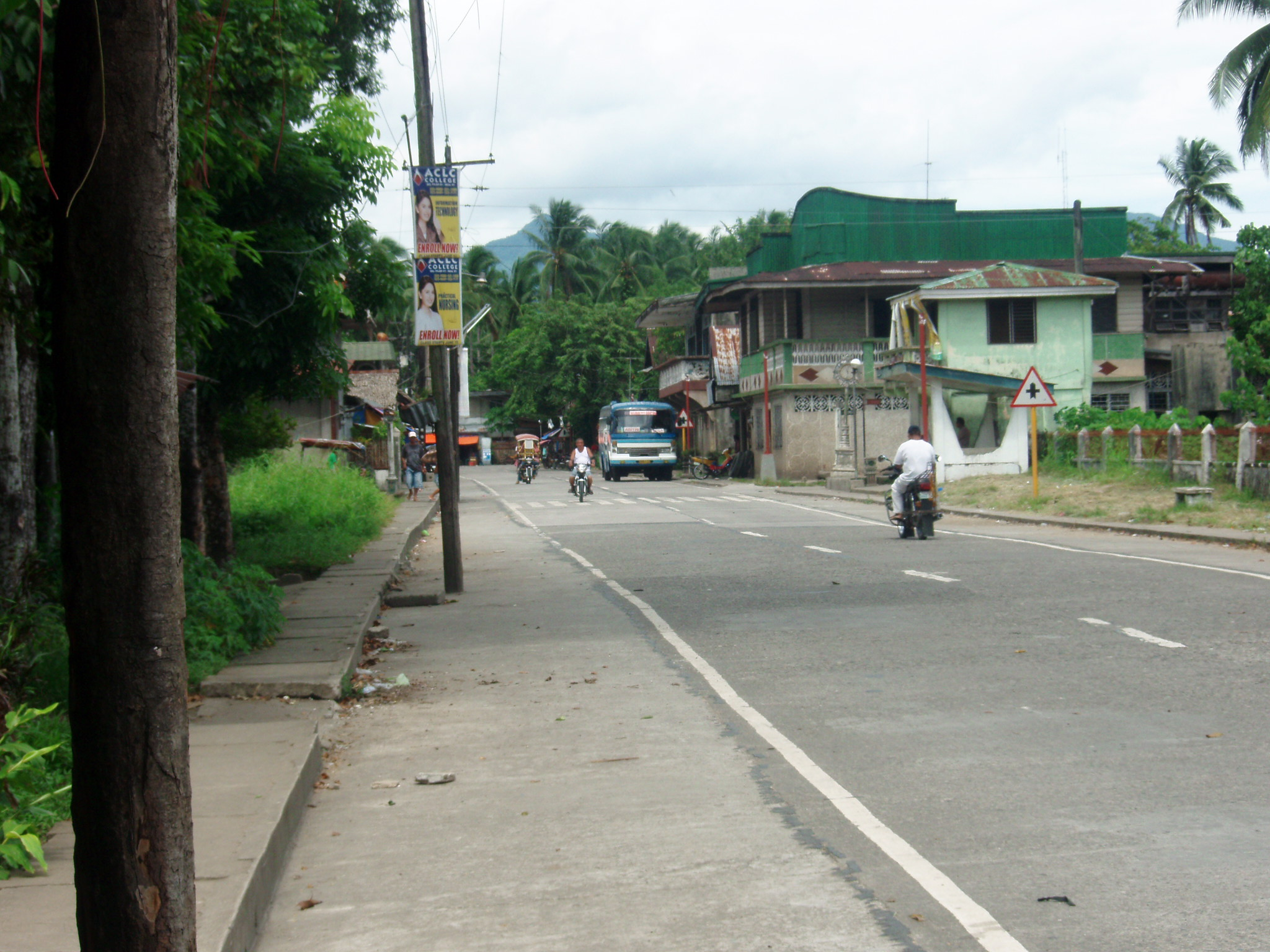
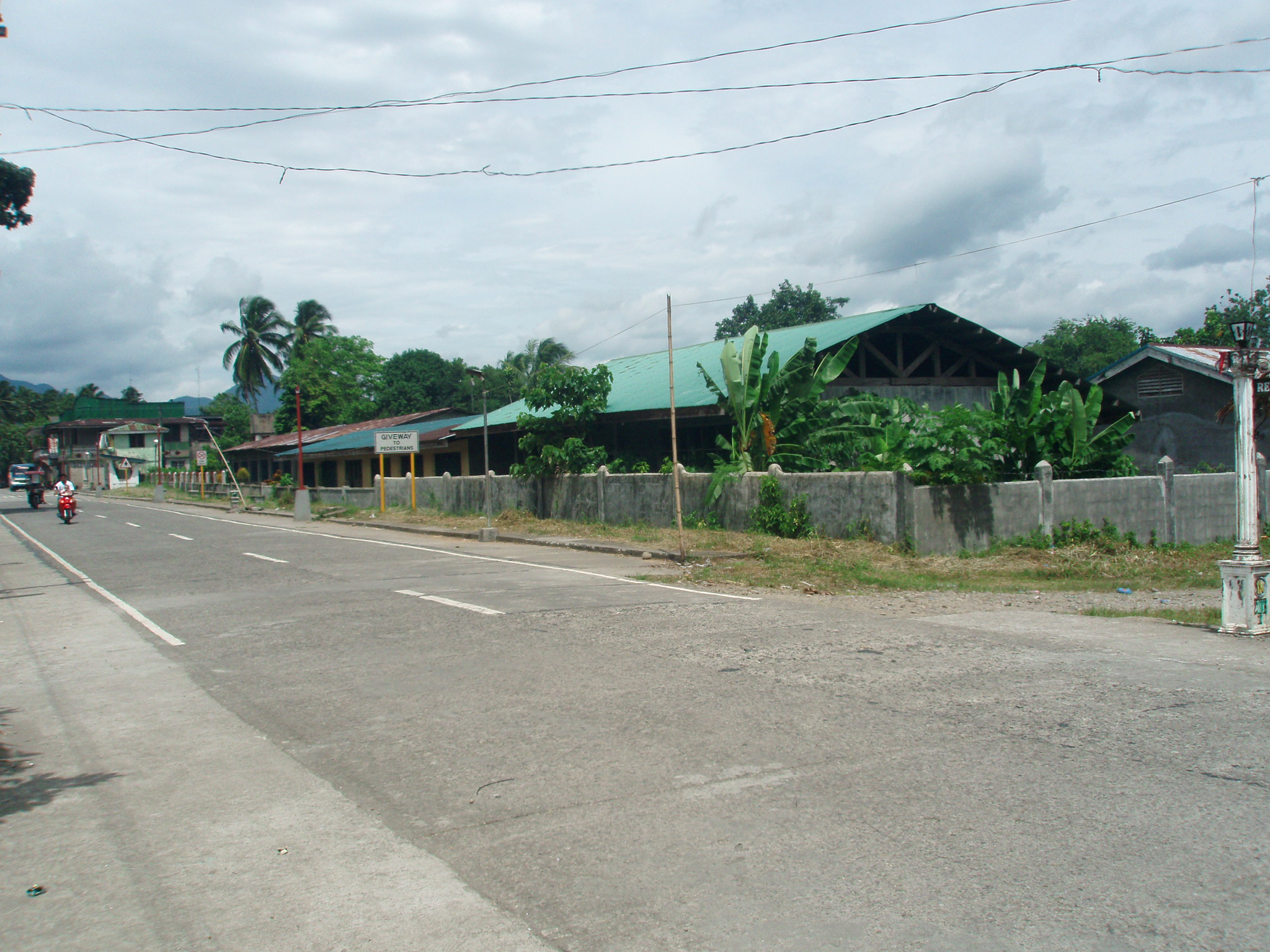
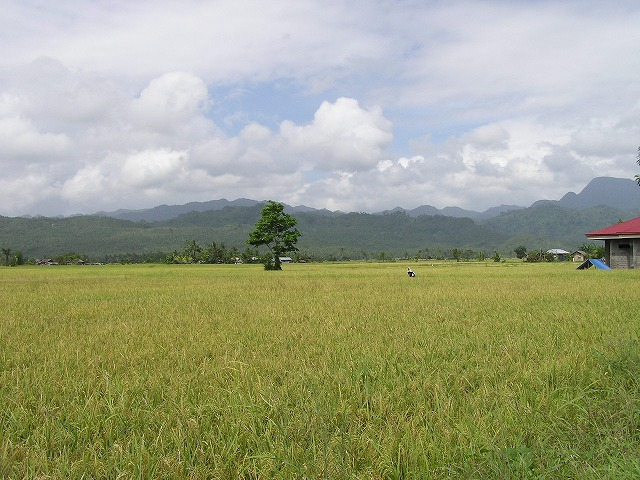
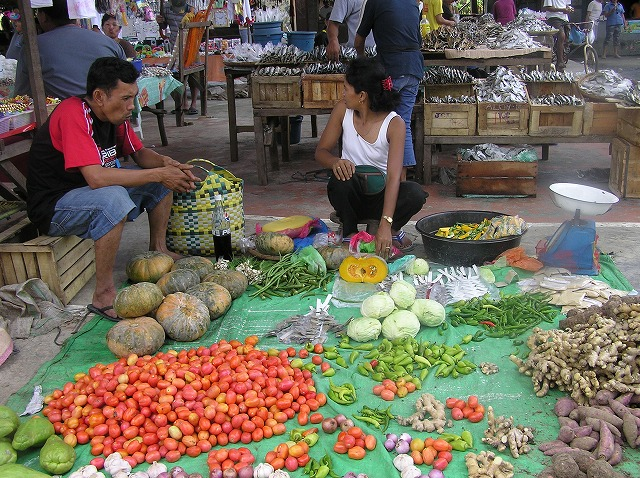
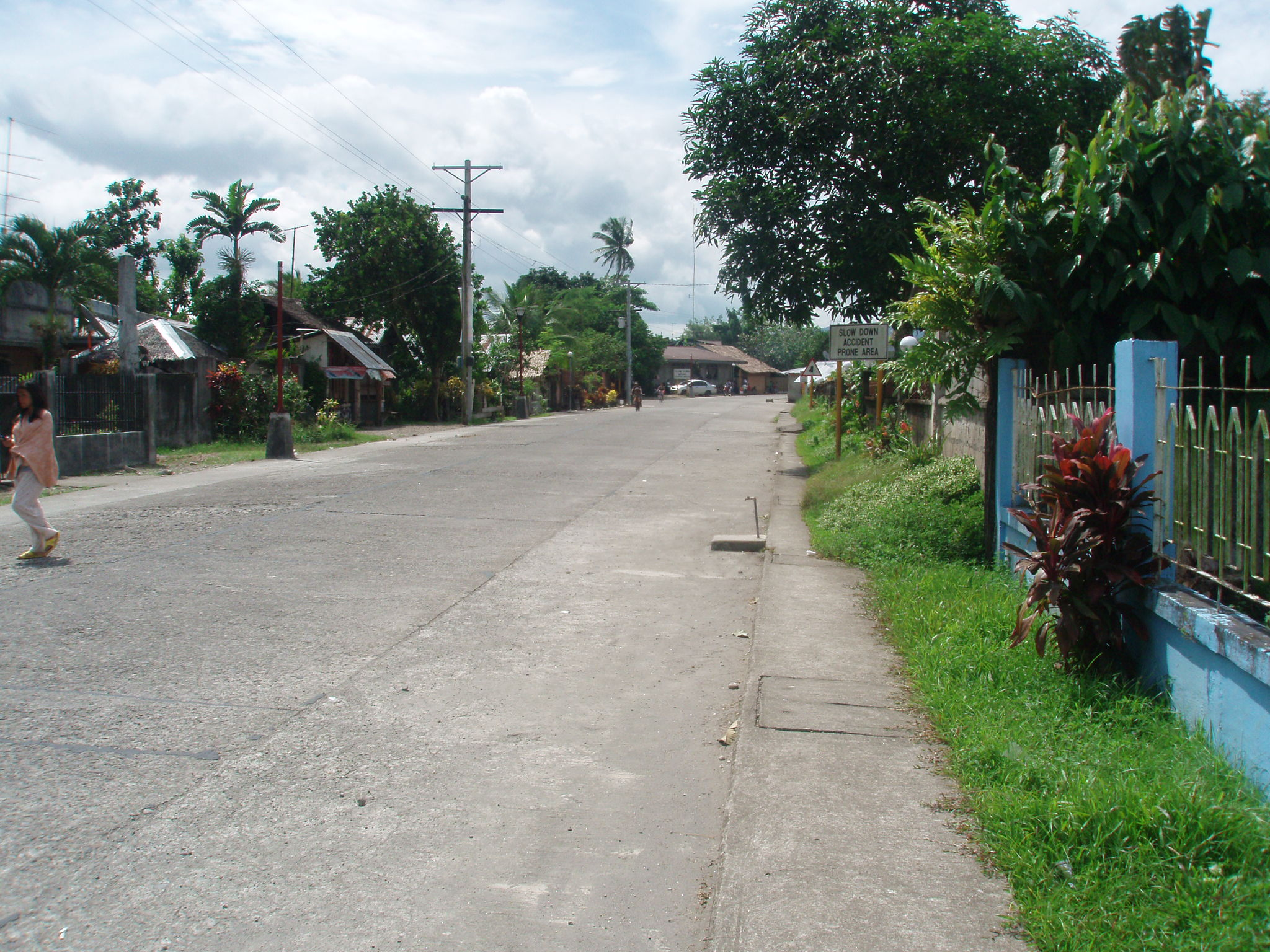

## Barangayer
Javier är indelat i 28 barangayer.
| - Abuyogay - Andres Bonifacio - Batug - Binulho - Calzada - Cancayang - Caranhug - Caraye - Casalungan - Comatin - Guindapunan - Inayupan - Laray - Magsaysay (Responde) | - Malitbogay - Manarug - Manlilisid - Naliwatan - Odiong - Picas Norte - Pinocawan - Poblacion Zone 1 - Poblacion Zone 2 - Rizal - Santa Cruz - Talisayan - San Sotero (Tambis) - Ulhay |